# 東駒形
東駒形（ひがしこまがた）は、東京都墨田区の町名。現行行政地名は東駒形一丁目から東駒形四丁目。住居表示実施済み区域。

## 地理
東京都墨田区の西部、本所地域内に位置する。北で吾妻橋、東で大横川を挟んで対岸に業平および横川、南で本所、西で隅田川を挟んで対岸に台東区駒形と隣接する。町域の西側から東駒形一丁目、東駒形二丁目、東駒形三丁目、三ツ目通りの東に東駒形四丁目が並ぶ。

## 歴史
墨田区の吾妻橋、東駒形、業平の辺りの地域は、かつては中ノ郷（なかのごう）と呼ばれた旧武蔵国の村であった。隣接する小梅とともに北本所とも総称された。明治以降、東京府南葛飾郡中ノ郷村、東京市本所区を経て、現在の地名となった。現在でも東駒形には中ノ郷信用組合の本店があり、古い地名を残している。

## 世帯数と人口
2025年（令和7年）3月1日現在（墨田区発表）の世帯数と人口は以下の通りである。
| 丁目         | 世帯数    | 人口    |
| ------------ | --------- | ------- |
| 東駒形一丁目 | 970世帯   | 1,443人 |
| 東駒形二丁目 | 870世帯   | 1,498人 |
| 東駒形三丁目 | 1,085世帯 | 1,679人 |
| 東駒形四丁目 | 1,772世帯 | 2,720人 |
| 計           | 4,697世帯 | 7,340人 |

### 人口の変遷
国勢調査による人口の推移。
| 年                 | 人口  |
| ------------------ | ----- |
| 1995年（平成7年）  | 5,813 |
| 2000年（平成12年） | 5,576 |
| 2005年（平成17年） | 6,127 |
| 2010年（平成22年） | 6,238 |
| 2015年（平成27年） | 6,391 |
| 2020年（令和2年）  | 6,794 |

### 世帯数の変遷
国勢調査による世帯数の推移。
| 年                 | 世帯数 |
| ------------------ | ------ |
| 1995年（平成7年）  | 2,326  |
| 2000年（平成12年） | 2,412  |
| 2005年（平成17年） | 2,931  |
| 2010年（平成22年） | 3,265  |
| 2015年（平成27年） | 3,512  |
| 2020年（令和2年）  | 3,941  |

## 学区
区立小・中学校に通う場合、学区は以下の通りとなる（2022年9月時点）。
| 丁目         | 番地 | 小学校             | 中学校             |
| ------------ | ---- | ------------------ | ------------------ |
| 東駒形一丁目 | 全域 | 墨田区立外手小学校 | 墨田区立本所中学校 |
| 東駒形二丁目 | 全域 | 墨田区立横川小学校 | 墨田区立本所中学校 |
| 東駒形三丁目 | 全域 | 墨田区立横川小学校 | 墨田区立本所中学校 |
| 東駒形四丁目 | 全域 | 墨田区立横川小学校 | 墨田区立本所中学校 |

## 交通

### 道路
- 東京都道319号環状三号線（三ツ目通り）
- 東京都道453号本郷亀戸線
- 東京都道463号上野月島線（清澄通り）

### 橋梁
- 大横川
  - 平川橋

## 事業所
2021年（令和3年）現在の経済センサス調査による事業所数と従業員数は以下の通りである。
| 丁目         | 事業所数  | 従業員数 |
| ------------ | --------- | -------- |
| 東駒形一丁目 | 92事業所  | 935人    |
| 東駒形二丁目 | 122事業所 | 603人    |
| 東駒形三丁目 | 100事業所 | 474人    |
| 東駒形四丁目 | 124事業所 | 1,219人  |
| 計           | 438事業所 | 3,231人  |

### 事業者数の変遷
経済センサスによる事業所数の推移。
| 年                 | 事業者数 |
| ------------------ | -------- |
| 2016年（平成28年） | 471      |
| 2021年（令和3年）  | 438      |

### 従業員数の変遷
経済センサスによる従業員数の推移。
| 年                 | 従業員数 |
| ------------------ | -------- |
| 2016年（平成28年） | 3,118    |
| 2021年（令和3年）  | 3,231    |

### 企業等
- イチジク製薬 - イチジク浣腸で知られる製薬会社。4丁目に本社を持つ。
- 小森コーポレーション - 日本で唯一の紙幣の印刷機メーカー。本社は吾妻橋3丁目で、東駒形など周辺にも関連施設が点在する。元々の創業の地は東駒形であった。
- 中ノ郷信用組合 - 4丁目に本店が所在。上記の通り中ノ郷とはこの地域の古い名称である。
- 東京東信用金庫 - 3丁目に駒形支店が所在。
- 日本文化用品安全試験所 - 4丁目に所在する一般財団法人。

## 施設
- 本所保健センター
- 東駒形コミュニティ会館
- 墨田区立横川小学校
- 墨田区立本所中学校
- 東京消防庁本所消防署東駒形出張所 - 3丁目の三ツ目通り沿いに所在

## 過去にあった施設
- 東関部屋 - 12代東関（元・高見山）が1986年に4丁目に創設した相撲部屋。曙、高見盛などが所属した。2018年に葛飾区に移転した。建物は2022年から2024年まで宮城野部屋が使用。
- 墨田公共職業安定所 - 4丁目にあったが、2000年代前半に錦糸町駅のそばに移転した。建物が取り壊された後は空き地の状態が続いている。

## 史跡
- 実相寺
- 桃青寺
- 福厳寺
- 法華寺
- 本久寺

## ゆかりの人物
文化人
- 葛飾北斎 - 産まれは墨田区亀沢だが、達磨横丁で暮らしていたことがある。
- 塚本やすし - 出身

芸能人
- 高松しげお - 出身
- いかりや長介 - 出身
- 王貞治 - 業平出身で中学校は本所中学校。ここには王貞治記念碑がある。

## 関連番組
- 出没!アド街ック天国（テレビ東京）
  - 『本所吾妻橋』（1998年5月16日） - 東関部屋などを紹介。
  - 『本所吾妻橋』（2010年10月9日） - ゲストは高橋英樹、三田寛子、三遊亭円楽。イチジク製薬などを紹介。

## その他

### 日本郵便
- 郵便番号 : 130-0005[3]（集配局 : 本所郵便局[14]）。